# Рефлексна синкопа
Рефлексна синкопа је краткотрајан губитак свести услед неуролошки изазваног пада крвног притиска и/или смањења броја откуцаја срца.
Пре него што се оболела особа онесвести, може доћи до знојења, смањене способности гледања или зујања у ушима.  Повремено, особа може да се трза у несвести.
Опоравак од епизоде рефлексне синкопе се дешава без специфичног лечења.
Превенција епизода укључује избегавање окидача неке особе.  Конзумирање довољно течности, соли и вежбање такође могу бити корисни.  Ако је ово недовољно за лечење вазовагалне синкопе, могу се пробати лекови као што су мидодрин или флудрокортизон. Понекад се као третман може користити срчани пејсмејкер.
Компликације рефлексне синкопе често укључују повреде услед пада.

## Врсте
Рефлексна синкопа је подељена у четири групе:
Вазовагална синкопа - најчешће изазвана појавом крви, болом, емоционалним стресом или продуженим стајањем.
Ситуациона синкопа- често изазвана мокрењем, гутањем или кашљањем.
Синкопа (синдром) каротидног синуса - као последица притиска на каротидни синус на врату.  Основни механизам укључује нервни систем који успорава откуцаје срца и шири крвне судове, што резултује ниским крвним притиском и доводи до недовољног протокакрви у мозгу. Дијагноза се заснива на симптомима након искључивања других могућих узрока.
Атипична синкопа - ко облик рефлексне синкопе у којој постојање окидача је неизвесно или практично одсутно.

## Епидемиологија
Рефлексна синкопа погађа најмање 1 од 1000 људи годишње.  То је најчешћи тип синкопе, који чини више од 50% свих случајева.

## Етиологија
Рефлексна синкопа се јавља као одговор на окидач због дисфункције механизма регулације откуцаја срца и крвног притиска. Када се број откуцаја срца успори или крвни притисак опадне, резултирајући недостатак крви у мозгу узрокује несвестицу.

### Вазовагална синкопа
Вазовагална синкопа настаје због превласти парасимпатичког нервног система: који доводи до краткотрајног пада крвног притиска (хипотензије) што резуктује исхемијом мозга и изазива слабост у мишићима. Таква особа пада у хоризонталном положају, бледа је и обливена хладним знојем. Има конфузију или краткотрајни губитак свести. Најчешће се јавља као последица:
- дуготрајног стајања,[11]
- повреде
- емоционалног стреса,[11]
- бола,[11]
- погледа на крв,[11]
- страха од игала,[18][19]
- временски променљивог магнетног поље[20]  (нпр. транскранијална магнетна стимулација)
- глади,
- боравка у претоплим и загушљивим просторијама.

### Ситуациона синкопа
Ситуациона синкопа се традиционално односи на рефлексну синкопу која је изазвана специфичним околностима. Код младих спортиста може доћи до синкопе након вежбање као облик рефлексне синкопе, као и код људи средњих и старијих година, што је рана манифестација дисфункције аутономног нервног ситема пре него што доживе синкопа због ортостатске хипотензије.
Ситуациона синкопа може да настане:
- после или током мокрења (микцијска синкопа)[8]

- напрезање, као што је пражњење црева[8]

- кашаљ[8]

- гутање[8]

- подизање тешких терета и физичких вежби[8]

### Синдром каротидног синуса
Синдром каротидни синуса (хипертензивни каротидни синус) је врста синкопе која се традиционално односи на рефлексну синкопу која изазвана у специфичним околностима.
Код младих спортиста може доћи до синкопе након
вежбање као облик рефлексне синкопе, као и код људи средњих и старијих година, што је рана манифестација дисфункције АНС-а пре него што доживе
синкопа због ортостатске хипотензије.) настаје притиском на одређено место на врату. Ово се може десити када особа носи уску крагну, брије се или нагло окреће главу. Каротидни синус је проширење на рачвању великих артерија на врату које снабдевају крвљу мозак. Богата је нервним завршецима, гранама вагусног нерва. Због скока крвног притиска, ове артерије се шире и каротидни синус је иритиран, што резултује рефлексним падом крвног притиска и пулса. Синдром каротидног синуса је врста неурокардиогене синкопе у којој минимални притисак на каротидни синус доводи до периферне вазодилатације (ширења крвних судова) и/или брадикардије (успорен рад срца). Прихваћен је као индикација за постављање сталног пејсмејкера. У литератури се може наћи и као хиперсензитивни каротидни синус.

### Атипична синкопа
Атипична синкопа је облик рефлексне синкопе у којој постојање окидача је неизвесно или практично одсутно. Дијагноза се тада заснива мање на амнезији, а више делимично на искључењу других узрока синкопе (одсуство структурних болести срца) и на репродукцији сличних симптоми са тестом нагиба. Такве нејасне презентације могу се преклапати са другим феноменима код пацијената.

## Патофизиологија
Без обзира на окидач, механизам синкопе је сличан код различитих синдрома вазовагалне синкопе. Солитарна језгра можданог стабла се активира директно или индиректно активирајућим стимулусом, што доводи до истовременог појачања тонуса парасимпатичког нервног система (вагалног) и повлачења тонуса симпатичког нервног система, и резултује спектром хемодинамских одговора:
На једном крају спектра је кардиоинхибиторни одговор, који се карактерише падом срчане фреквенције (негативни хронотропни ефекат) и контрактилности (негативни инотропни ефекат) што доводи до смањења минутног волумена срца које је довољно значајно да резултира губитком свести. Сматра се да је овај одговор првенствено резултат појачања парасимпатичког тонуса.
На другом крају спектра је одговор вазодепресора, узрокован падом крвног притиска (на чак 80/20) без великих промена у срчаном ритму. Овај феномен настаје услед проширења крвних судова, вероватно као последица повлачења тонуса симпатичког нервног система.Већина људи са вазовагалном синкопом има мешовити одговор негде између ова два краја спектра.
Један од разлога за ове физиолошке одговоре је Безолд-Јарихов рефлекс.
Вазовагална синкопа може бити део еволуираног одговора, конкретно, одговора борбе или бежања.

## Клиничка слика
Знаци и симптоми
Епизоде вазовагалне синкопе се обично понављају и обично се јављају када је предиспонирана особа изложена одређеном окидачу. Пре него што изгуби свест, особа често искуси ране знаке или симптоме као што су вртоглавица, мучнина, осећај да му је изузетно вруће или хладно (праћено знојењем), зујање у ушима, осећај нелагодности у срцу, нејасне мисли, збуњеност, могу се јавити и блага неспособност да се изговоре или формирају речи (понекад у комбинацији са благим муцањем), слабост и поремећаји вида као што су светла која изгледају прејако, замућен или тунелски вид, црне мрље у виду облака и осећај нервозе. Симптоми могу постати интензивнији током неколико секунди до неколико минута пре губитка свести (ако се изгуби). Почетак се обично јавља када особа седи или стоји.
Када људи изгубе свест, они падају (осим ако нису спречени у томе) и, када су у овом положају, ефикасан доток крви у мозак се одмах обнавља, што омогућавајући особи да се врати свести. Ако особа не падне у потпуно раван, лежећи положај, а глава остане подигнута изнад нвоа трупа, стање слично нападу може бити резултат немогућности крви да се брзо врати у мозак. Тада се  а неурони у телу активирати и генерално узроковати да се мишићи лагано трзају, и углавном остану веома напети.
Физиолошко стање аутономног нервног система (види доле) које доводи до губитка свести може трајати неколико минута, тако да ако пацијенти покушају да седе или стоје када се пробуде, могу да изазову понови губитак свести. 

## Дијагноза
Како поред горе описаног механизма, и бројна друга медицинска стања могу изазвати синкопу, постављање исправне дијагнозе губитка свести је тешко. Стога се дијагноза вазовагалне синкопе заснива на јасном опису типичног окидачког обрасца, симптома и временског тока. При томе важно је разликовати вртоглавицу, нападе, низак шећер у крви као друге узроке.
Дијагноза синкопе је клиничка и захтева од лекара да се њом бави на темељан, дуготрајан и детаљан начин. Без таквог приступа не може бити клинички вредног резултата. Ово није модерна медицина, као што се обично види, већ старомодна (спора) медицина. Поред детаља о свим догађајима које је пацијент доживео од почетка до краја, потребна је пажљива процена историје узимања лекова, укључујући исхрану са посебном пажњом на потрошњу течности и соли, активност, прошлост пацијента и историју болести и породичну историју. При узимању анамнезе морају се избегавати сугестивна питања, а када се нешто не уклапа у унапред замишљени образац, то не треба занемарити. Када су напади вишеструки, може помоћи члан породице или пријатеља кога треба ангажовати да сними напад на мобилни телефон. Уважавање физиологије циркулације која лежи у основи симптома је од суштинског значаја за њихово потпуно разумевање. У случају синкопе, много анксиозности је оличено у пацијенту и породици због драматичности догађаја. Неопходно је да лекар то разуме и да то има на уму током анализе симптома.Овакав приступ  ће стећи поверење пацијента, довести до откривања важнијих детаља и побољшања односа лекар-пацијент који је веома важан током могућих невоља у фази лечења.
Код људи са рекурентном вазовагалном синкопом, дијагностичка тачност се често може побољшати и једним од следећих дијагностичких тестова:
- Тест са нагибним столом - медицинска је процедура која се често користи за дијагнозу дисаутономије или синкопе. Пацијенти са симптомима вртоглавице или вртоглавицо, са или без губитка свести (несвестица), за које се сумња да су повезани са падом крвног притиска или позиционом тахикардијом, добри су кандидати за овај тест. Резултате овог тетса треба тумачити у контексту клиничке презентације пацијената и са разумевањем осетљивости и специфичности теста.[27]

- Имплантација уметљивог рекордера
- Холтер монитор или мониторин догађаја
- Ехокардиограм
- Електрофизиолошка студија

## Терапија
Лечење рефлексне синкопе се заснива на:
- избегавању окидача синкопе,

- обнављању протока крви у мозгу током предстојеће епизоде
- мера које прекидају или спречавају патофизиолошки механизам описан горе.

### Промене животног стила
Камен темељац лечења је избегавање окидача за које се зна да изазивају синкопу код те особе. Међутим, истраживања су показала да људи показују велико смањење вазовагалне синкопе кроз вежбе засноване на изложености са терапеутима ако је окидач ментални или емоционални, на пример, поглед на крв. Ако је окидач специфичан лек, онда је избегавање једини третман.
Техника позната као "примењена напетост" може бити додатно корисна код оних који имају синкопу са излагањем крви. Техника се ради затезањем скелетних мишића на око 15 секунди када дође до експозиције, а затим успоравањем њиховог отпуштања. Ово се затим понавља сваких 30 секунди неколико минута.
Пошто вазовагална синкопа изазива смањење крвног притиска, опуштање целог тела као начин избегавања није повољан. Особа може да помера или прекрсти ноге и затегне мишиће ногу како би спречила значајан пад крвног притиска пре ињекције.
Пре познатих догађаја који изазивају, оболела особа може повећати потрошњу соли и течности како би повећала запремину крви. Спортска пића или пића са електролитима могу бити од помоћи.
Људе треба едуковати о томе како да реагују на даље епизоде синкопе, посебно ако осете продромалне знакове упозорења: треба да легну и подигну ноге, или бар да спусте главу да би повећали доток крви у мозак. У најмању руку, након појаве почетних симптома, пацијент треба да покуша да се пресели на „сигурну“, можда подвучену локацију у случају губитка свести. Идеално је да се позиционирају на начин да би утицај пада или урушавања био минимизиран. „Сигурно“ подручје треба да буде у непосредној близини, јер је време од суштинског значаја и ови симптоми обично достижу врхунац до губитка свести у року од неколико минута. Ако је особа изгубила свест, треба га положити у положај за опоравак. Уску одећу треба олабавити. Ако је подстицајући фактор познат, треба га уклонити ако је могуће (на пример, узрок бола).
Ношење градуисаних компресијских чарапа може бити од помоћи.

### Лекови
Лекови који могу бити од помоћи су:
- Бета блокатори (β-адренергички антагонисти) су некада били најчешћи лекови; међутим, показали су се неефикасним у различитим студијама и стога се више не прописују. Поред тога, они могу изазвати синкопу снижавањем крвног притиска и откуцаја срца.[33][34]
- Стимуланси ЦНС[35]  флудрокортизон, мидодрин, ССРИ[36]  као што су пароксетин или сертралин, дизопирамид, и, у здравственим установама где се очекује синкопа, атропин или епинефрин (адреналин).[37]

За особе са кардиоинхибиторним обликом вазовагалне синкопе, имплантација сталног пејсмејкера може бити корисна или чак лековита.  Према томе уметање трајног пејсмејкера са две коморе за кардио-инхибиторне или мешовите подтипове вазовагалне инкопе је третман избора.
Врсте дуготрајне терапије
Врсте дуготрајне терапије за вазовагалну синкопу укључују:
- Вазоконстрикторе
- Антихолинергијске лекове
- Негативне срчане инотропе
- Централне агенсе
- Механички уређај.

Иако престанак узимања лекова за које се зна да снижавају крвни притисак може бити од помоћи, престанак узимања антихипертензивних лекова може бити опасан код неких болесника. Такође узимање антихипертензивних лекова може погоршати синкопу, јер је хипертензија можда била начин на који тело компензује низак крвни притисак.

## Прогноза
Кратки периоди несвести обично не изазивају трајно оштећење здравља. Рефлексна синкопа се може јавити код иначе здравих особа и има много могућих узрока, често тривијалних, као што је дуготрајно стајање са непокретним ногама.
Главна опасност од вазовагалне синкопе (или вртоглавице и несвестице) је ризик од повреде услед пада у несвесном стању. 
Терапија лековима би могла да спречи будуће вазовагалне одговоре; међутим, за неке појединце лекови су неефикасни и они ће и даље имати повременео епизоде несвестице.